# Азовский немецкий национальный район
Азо́вский неме́цкий национа́льный райо́н (нем. Der Deutsche Nationalrajon Asowo) — административно-территориальная единица (район) и муниципальное образование (муниципальный район) на юге Омской области России.
Административный центр — село Азово.

## География
Район расположен юго-западнее г. Омска. Общая площадь — 1400 км² (самый маленький район области).

## История
13 октября 1991 года проведён референдум, в котором приняли участие 71 % жителей будущего района, из них 82,7 % высказались за создание АННР. На основании этого решения 18 декабря 1991 года сессия Омского областного совета народных депутатов приняла решение об образовании АННР.
Район был образован 17 февраля 1992 года из 7 сельских советов 5 смежных районов области (Омского, Марьяновского, Таврического, Шербакульского, Одесского).
В состав района вошло 29 населённых пунктов, в 16 из которых немцы составляли большинство.
Главой администрации района стал доктор биологических наук, заведующий лабораторией СибНИИСХоза Бруно Генрихович Рейтер, являвшийся инициатором создания района, переизбирался на эту должность в 1996 и 2000 годах.
Образование АННР в 1992 году наряду с Немецким национальным районом на Алтае являлось выходом из сложившейся к началу 1990-х гг. ситуации, когда шанс восстановления республики в Поволжье был упущен, а эмиграция российских немцев с каждым годом увеличивалась. Создание национально-территориальных образований в местах компактного проживания немецкого населения позволило бы сконцентрировать средства и усилия для конкретного и быстрого решения проблем сохранения российских немцев как этноса.
В 1993 году сельские советы преобразованы в сельские округа.
В 2004 году сельские поселения преобразованы в сельские округа. Из Звонарёвкутского сельского округа был выделен Гауфский с центром в деревне Гауф.
В 2007 году был утверждён первый герб района.
На 1 января 2009 года в районе насчитывалось 8 сельских округов, 28 сельских населённых пунктов.
14 марта 2010 года на выборах на должность главы администрации Азовского немецкого национального района одержал победу Виктор Германович Сабельфельд.
По итогам конкурса по отбору кандидатур на должность Главы Азовского немецкого национального муниципального района Омской области Совет Азовского немецкого национального муниципального района Омской области избрал главой Азовского немецкого национального муниципального района Омской области Багинского Павла Леонидовича, который вступил в должность 01.12.2015 года.

## Население
| 1992    | 2002    | 2009    | 2010    | 2011    | 2012    |
| ------- | ------- | ------- | ------- | ------- | ------- |
| 19 400  | ↗22 346 | ↗23 513 | ↘22 925 | ↗22 952 | ↗23 269 |
| 2013    | 2014    | 2015    | 2016    | 2017    | 2018    |
| ↗23 806 | ↗24 370 | ↗24 834 | ↗25 213 | ↗25 317 | ↗25 341 |
| 2019    | 2020    | 2021    | 2023    |         |         |
| ↗25 439 | ↗25 573 | ↘25 224 | ↘25 205 |         |         |

Половой состав
По Всероссийской переписи населения 2002 года в районе проживало 22346 человек в сельской местности (10765 м — 11581 ж).
По Всероссийской переписи населения 2010 года в районе 47,7 % мужчин и 52,3 % женщин.

### Урбанизация
По Всероссийской переписи населения 2010 года в районе проживало 22925 человек в сельской местности (10931 м — 11994 ж).

### Национальный состав
На 1 июля 1992 года население составляло 19,4 тыс. человек, из них: немцы — 11,6 тыс. (около 60 %), русские — 4,7 тыс., казахи— 1,5 тыс., украинцы − 1,3 тыс.
По Всероссийской переписи населения 9 октября 2002 года доля немецкого населения в районе составила 29,3 % (около 7000 чел.).
По Всероссийской переписи населения 2010 года
| Национальность  | Численность населения, чел. | доля от населения |
| --------------- | --------------------------- | ----------------- |
| Армяне          | 125                         | 0,55              |
| Белорусы        | 197                         | 0,86              |
| Казахи          | 1803                        | 7,86              |
| Немцы           | 4512                        | 19,68             |
| Поляки          | 160                         | 0,70              |
| Русские         | 13993                       | 61,04             |
| Татары          | 303                         | 1,32              |
| Украинцы        | 1159                        | 5,06              |
| Прочие          | 673                         | 2,94              |
| Итого по району | 22925                       | 100,00            |

## Муниципально-территориальное устройство
В Азовском немецком национальном районе 27 населённых пунктов в составе восьми сельских поселений:
| № | Сельские поселения                  | Административный центр | Количество населённых пунктов | Население | Площадь, км² |
| - | ----------------------------------- | ---------------------- | ----------------------------- | --------- | ------------ |
| 1 | Азовское сельское поселение         | село Азово             | 6                             | ↗9765     |              |
| 2 | Александровское сельское поселение  | село Александровка     | 4                             | ↘1945     |              |
| 3 | Берёзовское сельское поселение      | село Берёзовка         | 2                             | ↘2999     |              |
| 4 | Гауфское сельское поселение         | деревня Гауф           | 1                             | ↘1417     |              |
| 5 | Звонарёвокутское сельское поселение | село Звонарёв Кут      | 3                             | ↘2078     |              |
| 6 | Пришибское сельское поселение       | село Пришиб            | 4                             | ↗1611     |              |
| 7 | Сосновское сельское поселение       | село Сосновка          | 5                             | ↘3159     |              |
| 8 | Цветнопольское сельское поселение   | село Цветнополье       | 3                             | ↘2231     |              |

| №  | Населённый пункт | Тип     | Население | Муниципальное образование           |
| -- | ---------------- | ------- | --------- | ----------------------------------- |
| 1  | Азово            | село    | ↗7545     | Азовское сельское поселение         |
| 2  | Александровка    | село    | ↘1284     | Александровское сельское поселение  |
| 3  | Барсуковка       | деревня | ↘52       | Александровское сельское поселение  |
| 4  | Бердянка         | деревня | ↗267      | Азовское сельское поселение         |
| 5  | Берёзовка        | село    | ↗2662     | Берёзовское сельское поселение      |
| 6  | Гауф             | деревня | ↘1417     | Гауфское сельское поселение         |
| 7  | Звонарёв Кут     | село    | ↗1380     | Звонарёвокутское сельское поселение |
| 8  | Кошкарёво        | деревня | ↗350      | Звонарёвокутское сельское поселение |
| 9  | Круч             | деревня | ↗350      | Звонарёвокутское сельское поселение |
| 10 | Кудук-Чилик      | деревня | ↘333      | Пришибское сельское поселение       |
| 11 | Кутумбет         | аул     | ↘18       | Пришибское сельское поселение       |
| 12 | Мирная Долина    | деревня | ↘300      | Сосновское сельское поселение       |
| 13 | Новинка          | деревня | ↗244      | Сосновское сельское поселение       |
| 14 | Пахомовка        | деревня | ↗561      | Азовское сельское поселение         |
| 15 | Поповка          | село    | ↗538      | Сосновское сельское поселение       |
| 16 | Привальное       | село    | ↘856      | Азовское сельское поселение         |
| 17 | Пришиб           | село    | ↘657      | Пришибское сельское поселение       |
| 18 | Роза Долина      | деревня | ↘402      | Цветнопольское сельское поселение   |
| 19 | Руслановка       | деревня | ↘115      | Александровское сельское поселение  |
| 20 | Сегизбай         | аул     | ↗363      | Берёзовское сельское поселение      |
| 21 | Сереброполье     | деревня | ↘591      | Пришибское сельское поселение       |
| 22 | Сосновка         | село    | ↗2016     | Сосновское сельское поселение       |
| 23 | Трубецкое        | деревня | ↘571      | Александровское сельское поселение  |
| 24 | Тулумбай         | аул     | ↗108      | Сосновское сельское поселение       |
| 25 | Цветнополье      | село    | ↘1853     | Цветнопольское сельское поселение   |
| 26 | Южное            | деревня | ↗248      | Азовское сельское поселение         |
| 27 | Ягодное          | деревня | ↘196      | Азовское сельское поселение         |

### Упразднённые населённые пункты[источникне указан 3075 дней]
- Бакзе — аул (1910—2020)
- Баянагаш — аул (?)
- Кабул — деревня(?)
- Карааул — деревня (?)
- Кок-Бие — деревня (?)
- Сарказах — деревня (?)
- Толкостав — деревня (?)
- Чунай — деревня (?-1962)

## Экономика
Экономическую основу района составляют 8 акционерных обществ, занимающихся многоотраслевым сельским хозяйством. Из промышленных предприятий в районе наиболее крупные — две птицефабрики (в с. Азово и в д. Гауф, строительная фирма ИЧП «Бот», авторемонтное предприятие ТОО «Мотор-Плюс». Приоритет в развитии промышленности районная администрация отдаёт, прежде всего, созданию инфраструктуры района: проведению асфальтированных дорог между сёлами района, водовода от Иртыша, строительству очистных сооружений, дренажных систем и т. п.
В первые годы существования района активно финансовое содействие в развитии района оказывало Федеральное правительство Германии через «Кредитный Банк по восстановлению» (KfW). Для управления финансами, поступающими как из России, так и из Германии для района, в 1993 году был создан Фонд социально-экономического развития «Азово». Помимо финансирования промышленных объектов в районе, ещё одной главной задачей Фонда являлось финансирования строительства жилых домов для переселенцев и кредитование частных застройщиков.

## Культура
Большое внимание в районе уделяется возрождению и развитию немецкого языка как родного. На момент создания района немецкий как родной преподавался только в 2 школах. В настоящее время он изучается во всех 12 детских садах, в 19 из 27 школах района (в 13 средних, 3 из 5 основных, 3 из 9 начальных). На базе Цветнопольской средней школы работает экспериментальная площадка по проблеме «Развитие принципа двуязычия в условиях немецкого национального района», коллектив авторов учителей района подготовил учебники по немецкому родному языку с 1 по 9 класс. В двух школах изучается казахский язык как родной.
С июня 1992 года издаётся еженедельная газета «Ihre Zeitung», с тиражом 2000 экземпляров. Из 8-ми полос 2 регулярно печатаются на немецком языке.
В районе активно занимаются возрождением и развитием немецкой народной культуры. Регулярно проводятся фестиваль немецкой культуры «Phönix» («Феникс»), детский фестиваль «Nachtigall» («Соловей»).
Действуют: хор ветеранов труда и ансамбль «Моника» из Азово, народные коллективы «Heimatland» («Родина») и «Maiglöckchen» («Ландыш») из Александровки, народный танцевальный коллектив и народный хор русской песни из Гауфа, народный коллектив района «Nelke» («Гвоздика») из Звонарёва Кута, а также народный хор русской песни из Пришиба.

## Религия
- В селе Азово имеется Евангелическо-Лютеранская и баптистская церкви и православный приход.

## Памятники
- Памятник воинам-землякам, погибшим в годы Великой Отечественной войны 1941—1945 годы, установлен в 1967 году, село Азово[28].